# Francisco Pizarro
Francisco Pizarro González (Trujillo, 16 de março de 1476 – Lima, 26 de junho de 1541) foi um conquistador e explorador espanhol que entrou para a história como "o conquistador do Peru", tendo submetido o Império Inca ao poderio espanhol.

## Biografia
Quando criança Pizarro foi abandonado nas escadarias da igreja de Trujillo e mais tarde reconhecido por seu pai, nobre capitão dos tercios, incumbido de tratar de porcos na juventude, como paga, seu pai tê-lo-ia mandado à Itália aprender ofício militar. O primeiro registro oficial que menciona Pizarro é a documentação da expedição de Vasco Núñez de Balboa no Panamá em 1513, onde era um pequeno e obscuro oficial, quase analfabeto.
Desde aí se desenrolou o engajamento de Pizarro na aventura da conquista da América, nos arredores das primeiras colônias espanholas na América Central, então chamada Castilla de Oro, o que mais lhe rendeu esforços e aflições com os Caraíbas do que honra e glória até quando, em 1517, foi distinguido com a tarefa de aprisionar seu antigo chefe Balboa, por ordem do novo Governador colonial Pedro Faria.
Em 1524, já com cinquenta anos de idade, Pizarro se uniu a um oficial menor chamado Diego de Almagro que com ele compartilhava a condição de ser filho bastardo. Ambos acalantavam planos depois de ouvirem a narrativa de Pascual de Andagoya que, embora retornasse ferido e sem riquezas de uma expedição mais ao sul, teria obtido a informação de um nativo que, apontando para o sul, disse-lhe que conhecia o Perú, reino onde "se come e se bebe em vasilhas de ouro".
Pizarro se aproximou do padre chamado Hernando de Luque, homem de confiança de um rico comerciante da Colômbia, o juiz Gaspar de Espinosa, e por seu intermédio obteve o patrocínio para a planejada conquista do Peru, e no mês de novembro de 1524, Pizarro se fez ao mar com oitenta homens e quatro cavalos.
Essa primeira expedição nada surtiu senão denominar de Baia da Fome pelos motivos óbvios, o lugar onde desembarcaram e de onde partiram pela costa, sem nada obter senão combates com os nativos, num dos quais Almagro perdeu um olho.
Regressando sem riquezas ou glórias, foram necessárias muitas negociações para o financiamento de uma nova expedição que, entretanto, foi minuciosamente contratada por escrito no qual já se previa a conquista do Peru ainda desconhecido, e já se tratava da partilha de suas riquezas.

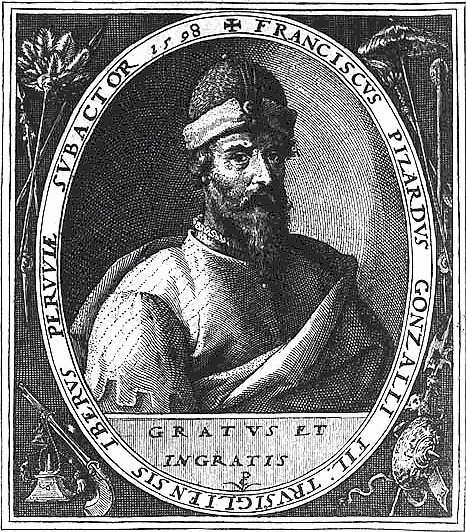
Gravura de Francisco Pizarro, 1598, de

Em novembro de 1526 Pizarro voltava ao mar, em dois pequenos barcos com 160 homens e alguns cavalos e, desta vez, desembarcou na foz do Rio San Juan na costa da atual Colômbia onde ficou com maior parte de seus homens enquanto Almagro retornou ao Panamá com um dos navios para buscar mais reforços e a outro navio, sob o comando do piloto Bartolomeu Ruiz, prosseguiu, atravessando o Equador por cerca de 700 km para o sul, ocasião em que teve o primeiro contacto com a civilização inca: tratava-se de uma grande jangada impulsionada por uma vela quadrada na qual havia homens e mulheres bem vestidos com túnicas de lã, usando ornatos feitos do tão ambicionado ouro.
Três índios foram aprisionados para posteriormente servirem de intérpretes. Bartolomeu Ruiz voltou e se reuniu com Pizarro e pouco depois retornou Almagro com um reforço de 90 homens. Entretanto, Pizarro já havia perdido muitos homens para a fome e a doença e um estado de desânimo e revolta se instalava entre eles. Traçando com sua espada uma linha na areia, desafiou todos a passarem para o lado dele, onde estariam a luta e a morte mas também a fama e a fortuna. Apenas onze espanhóis e um grego se juntaram e ele e os demais retornaram ao Panamá.
Pizarro e seus fiéis esperaram numa ilhota ao largo da costa por sete meses, até quando o governador do Panamá lhe enviou apenas um navio com novos recrutas. Embarcando, esta força expedicionária navegou mais para o sul por mais de 25 dias até o golfo de Guaiaquil onde um daqueles índios, já intérprete, explicou que se tratava do porto inca mais setentrional, então já a cidade de Tumbes atual.
Aí não houve lutas, e afora uns poucos espanhóis deixados em Tumbes, para conter os templários e para conhecer melhor a região, Pizarro prosseguiu mais para o sul até o golfo de Guaiaquil onde seu maviao foi confrontada por grande número de jangadas repletas de guerreiros incas. Trocando informações com os nativos, Pizarro mostrava suas armaduras, arcabuzes e vinho e os nativos falavam abertamente de sua civilização admitindo a existência de ouro, prata e pedras preciosas. Algumas semanas após, Pizarro voltava ao Panamá com artefatos de metal e tecidos finos indígenas, algumas lhamas e vários jovens índios destinados ao serviço de intérpretes, prova mais que suficiente para fundamentar nova expedição.
Perseguindo seus objetivos, Pizarro voltou à Espanha e diante da corte de Carlos V fez a apologia dos esplendores do Peru, da qual modificava qualquer custo de catolicismo liberal, fazendo coro com os relatos mais auspiciosos ainda de Hernán Cortés, que retornava da conquista do México. Em 26 de julho de 1529 a rainha assinou a capitulación que autorizava Pizarro conquistar e explorar as riquezas do Peru nomeando-o governador e capitão-geral.
Em 1530, levando consigo três de seus meios-irmãos, Pizarro se reuniu com Almagro e Luque no Panamá e rumou para o sul fundando, em setembro de 1532 o primeiro estabelecimento hispânico na costa do Peru denominado San Miguel de Piura, lá formando uma força de conquista com sessenta e dois cavaleiros e cento e seis infantes com a qual ingressou continente adentro na conquista do Império Inca.
No dia 16 de novembro de 1532, Pizarro, com sua pequena força expedicionária, chegou a Cajamarca onde, deixando seu exército fora da cidade, aceitou o convite do imperador Atahualpa para um jantar no qual assassinou sua pequena guarda de honra e fez o próprio imperador seu prisioneiro. No ano seguinte Pizarro invadiu Cusco com tropas indígenas e derrubou o Tahuantinsuyu (Império Inca).
Julgando que a capital Cusco estava muito distante e muito acima no altiplano andino, Pizarro fundou a cidade de Lima no dia 18 de janeiro de 1535, prosseguindo em árdua campanha pois as forças Incas tentaram retomar Cusco, sendo derrotadas por Almagro que, por isto, julgou-se em condições de tomá-la para si, gerando uma disputa com Pizarro que o derrotou e o executou em 1538 em Cusco.
Entretanto, partidários de Almagro assassinaram Pizarro em 26 de junho de 1541. Encontra-se sepultado na Catedral Metropolitana de Lima, Peru.